# Rudolf Haller
Rudolf Haller (* 17. April 1929 in Sankt Gallen (Steiermark); † 14. Februar 2014 in Graz) war ein österreichischer Philosoph. Er war ordentlicher Universitätsprofessor für philosophische Grundlagenforschung an der Karl-Franzens-Universität Graz.

## Leben und Wirken
Haller wurde nach den Studien der Philosophie, der philosophischen Soziologie, von Geschichte und Kunstgeschichte in Graz promoviert und ging dann für weitere Studien an die Oxford University. 1961 wurde er als Universitätsprofessor nach Graz berufen, wo er von 1967 bis zu seiner Emeritierung 1997 als Ordinarius wirkte.
Haller trug mit seiner Arbeit  zur Aufarbeitung der österreichischen Philosophie, als einer an Sprachkritik und Sprachanalyse interessierten Richtung, bei. Dies schlug sich u. a. in Arbeiten zu Ernst Mach, Ludwig Wittgenstein und dem Wiener Kreis nieder. Er war federführend bei kritischen Werkausgaben unter anderem von Franz Brentano, Alexius Meinong und Otto Neurath.
Er begründete u. a die Österreichische Ludwig-Wittgenstein-Gesellschaft, die Dokumentations- und Forschungsstelle für österreichische Philosophie sowie die Grazer Philosophische Studien mit.
1993 wurde er zum ordentlichen Mitglied der Academia Europaea gewählt.

## Werke (Auswahl)
- Neopositivismus. Eine historische Einführung in die Philosophie des Wiener Kreises, wb Darmstadt 1993
- Nach Kananien. Annäherung an die Moderne. Hg. v. Rudolf Haller. Wien: Böhlau 1996